# Caligus rogercresseyi
Caligus rogercresseyi is een eenoogkreeftjessoort uit de familie van de Caligidae. De wetenschappelijke naam van de soort is voor het eerst geldig gepubliceerd in 2000 door Boxshall & Bravo.